# Acari (Río de Janeiro)
Acari es un barrio de la ciudad de Río de Janeiro, Brasil. Su población es mayormente de clase baja o media baja y se ubica en la zona norte de la ciudad. Limita con los barrios de Pavuna, Costa Barros, Coelho Neto, Parque Columbia e Irajá.
Su Indice de Desarrollo Social (IDS), en el año 2000, era de 0,443, ocupando el puesto 153º entre 158 barrios analizados en el municipio de Río de Janeiro. La Favela de Acari, una de las más grandes de la ciudad, está ubicada en el barrio cerca del límite con los barrios de Irajá (del cual está separado por la Avenida Brasil) y  Coelho Neto (en la zona de Fazenda Botafogo).